# Emily Wynne
Pour les articles homonymes, voir Wynne.
Emily Wynne (1872 - 12 juin 1958) est une artiste textile irlandaise aux Avoca Woolen Mills et une romancière.

## Enfance et famille
Emily Adelaide Wynne est née en Allemagne en 1872. Ses parents sont Albert Augustus Wynne, ingénieur civil et minier, et Alice Katherine (née Wynne). Elle est l'aînée de cinq enfants. Elle a deux sœurs, Winifred Frances (1873-1969) et Alice Clara 'Veronica' (1890-1969), et deux frères John 'Jack' Brian (1877-1977) et Charles (1895-1917). La famille Wynne est originaire de Hazelwood ou d'Annagh, dans le comté de Sligo, et est apparentée au Dr Kathleen Lynn et Constance Markievicz. Leur maison familiale est la Georgian Tigroney House à côté des Avoca Woolen Mills dans le village d'Avoca dans le comté de Wicklow. Avec son frère Wyndham, leur père détient des intérêts miniers en Allemagne, la famille visitant fréquemment le pays. Quand leurs parents voyagent, les enfants restent avec leurs grandes tantes Clara (tante Gigi) et Frances (tante Fanny) à la Corris House à Bagnalstown, dans le comté de Carlow.

## Carrière
Après l'effondrement de la valeur de leurs investissements miniers, les frères Wynne se retirent de l'exploitation minière allemande en 1908 et se recentrent sur des projets locaux irlandais. La mère de Wynne se concentre sur le besoin de ses filles à développer une vocation pour subvenir à leurs besoins et les encourage dans des activités intellectuelles et créatives. Wynne est très probablement éduquée à la maison par des gouvernantes. Elle se forme à la conception de modèles pour le travail de damassé de décembre 1901 à mars 1902 environ chez Andrew S. Robinson Designing Rooms, Wellington Place à Belfast. Après avoir tenté de vendre ses créations à des usines de lin de Belfast, elle apprend les réalités pratiques et économiques de la création d'un modèle adapté à la production. Wynne et sa mère dirigent une entreprise de réparation et de vente de dentelles entre 1905 et 1916 pour compléter les revenus de la famille. Wynne dirige de nouveau l'entreprise après la Première Guerre mondiale en utilisant ses contacts en Europe. Les deux frères de Wynne combattent pendant la guerre, Charles mourant en France des blessures qu'il a subies. Wynne écrit un roman avec sa sœur Veronica, Every dog (1929), publié sous les pseudonymes E. et V. Pringle-West. 
Les sœurs reprennent la direction des Avoca Woollen Mills en 1927, fondée à l'origine en 1723. La filature est connue pour ses couleurs fortes et inhabituelles, qui au départ auraient été accidentelles. Les Wynne capitalisent sur cette réputation, utilisant des couleurs inhabituelles dans leur tissu avec de nouvelles lignes, qui font leurs preuves à l'étranger. L'usine fournit bientôt des tissus aux créateurs de mode en France et des articles en laine aux États-Unis. Wynne développe son propre rose caractéristique, ainsi que d'autres couleurs dérivées de ses connaissances botaniques lui permettant de trouver des colorantes en cultivant des plantes tinctoriales dans leur grand jardin clos,,. Elle devient connue pour ses primevères, notamment une dénommée "Jules César". 
Les produits des Avoca Woolen Mills sont vendus par le biais du Country Shop du 23 St Stephen's Green à Dublin. Ils fournissent en tweed la créatrice Elsa Schiaparelli. Wynne rend visite Schiaparelli à Paris en 1933 et 1937. Elle fait également un voyage à New York et Boston en 1935 avec l'agente américaine Carol Brown. Ils ouvrent une boutique à Londres dans les années 1930 sous la supervision de la cousine de Wynne, Barbara Donovan, agissant en tant qu'agente anglaise de l'usine. L'entreprise atteint son apogée dans les années 40, employant 70 hommes et produisant 500 mètres de tissu par semaine,. 

## Mort et héritage
Wynne meurt le 12 juin 1958 à son domicile de Tigroney House. La filature se trouve en difficulté sans sa direction, mais continue jusqu'au début des années 1970 quand il est acheté par Donald Pratt qui redémarre l'entreprise en utilisant la palette de couleurs de Wynnes. Les articles, journaux intimes et autres documents d'archives de Wynne et de ses sœurs sont conservés dans les collections de manuscrits de la Library of Trinity College de Dublin,. 